# Prolasius hemiflavus
Prolasius hemiflavus är en myrart som beskrevs av Clark 1934. Prolasius hemiflavus ingår i släktet Prolasius och familjen myror. Inga underarter finns listade i Catalogue of Life.